# Escadron d'instruction en vol 3/13 Auvergne
L'escadron d'instruction en vol 3/13 Auvergne (EIV 3/13 Auvergne) est une unité de d'instruction de l'armée de l'air française. Elle est installée sur la Base aérienne 709 Cognac-Châteaubernard.

## Historique

### Création
Le groupe de chasse II/9 est créé le 1er novembre 1939 sur MS.406. Il fait mouvement, en avril 1940, à Marignanne et se transforme sur MB.152. Il participe alors à la bataille de France depuis la région parisienne.
À la suite de l'armistice du 22 juin 1940, le GCII/9 est transféré à Aulnat, où il est dissous le 27 novembre 1942.
Le 1er septembre 1944, le GC II/9 est reconstitué à Vallon, au sein de la 5e escadre de chasse, sur P-39 Airacobra et prend l'appellation d' Auvergne. Il participe aux missions de bombardement jusqu'en mai 1945 avant d'être à nouveau dissous le 1er mars 1946.
Le groupe renaît à Bizerte, le 1er novembre 1950, sous l'appellation de Groupe Mixte II/9 Auvergne et prend part aux combats en Indochine sur F8F-1B Bearcat et F6F Hellcat. Le 1er octobre 1953, il prend la dénomination de Groupe de Chasse II/21 Auvergne et est dissous le 4 mai 1954.
Le 1er novembre 1954, l'unité est reconstituée à Lahr, au sein de la 9e escadre de chasse sous l'appellation d' Escadron de Chasse II/9 Auvergne, sur F-84G Thunderjet. En mai 1956, l'escadron déménage à Metz et passe sur F-84F Thunderstreak.
L'unité est à nouveau dissoute le 1er juillet 1965.

### Mirage 5F

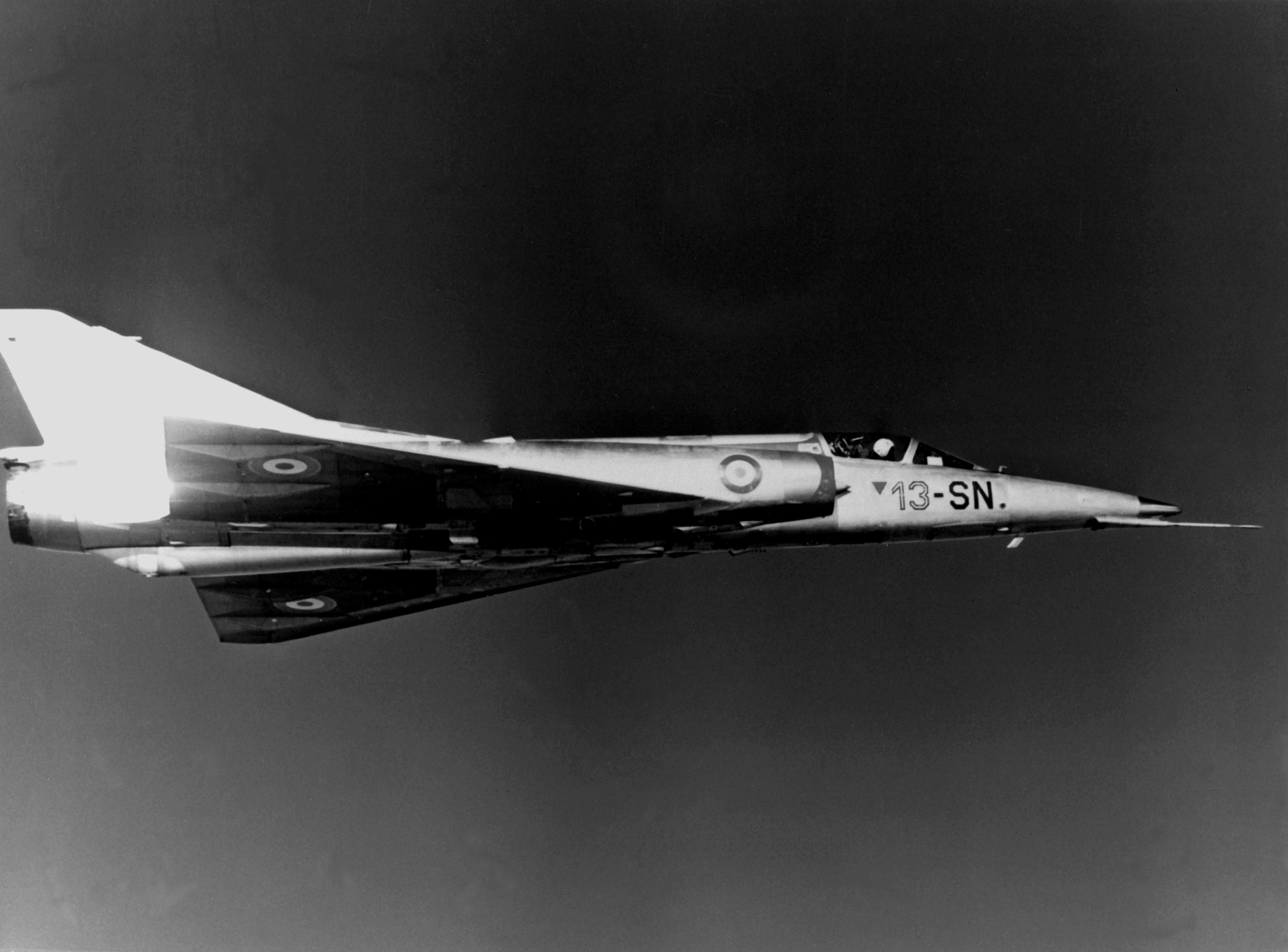
Mirage 5F du 3/13 Auvergne

Reprenant les traditions et l'insigne du Groupe de Chasse II/9 (Indochine), l'EC 3/13 Auvergne a été créé en application de l'instruction ministérielle no 41/EMAA/1/ORG/DR du 14 février 1972 pour recevoir les Mirage 5F qui avaient fait l'objet d'un embargo envers Israël, décrété par le général de Gaulle, lors de ses fonctions de président de la République, et qui furent affectés à l'Armée de l'Air. Sa mission prioritaire était l'appui tactique, l'assaut conventionnel dont l'attaque anti-radar.
Sa mission secondaire était la défense aérienne principalement à basse altitude. Il servit aussi à simuler les épandages aériens lors d'attaques chimiques au cours d'exercices et manœuvres dont un bon nombre de militaires se souvient... par la mélasse qui remplissait les bidons d'épandage. 
Il reprend les traditions de la SPA 85, son insigne (Homologué sous le n°A 1017) représente dans un écusson les deux escadrilles qui le forment.
Le 5 avril 1972, le premier Mirage 5F le no 6 avec le capitaine Basquin aux commandes, se posait sur la BAO 132.
Les Mirage 5F arrivèrent avec une livrée aluminium munie de parements rouges. Sur le nez de l'appareil, une peinture noire mate avait été appliquée pour éviter les reflets. À mi-fuselage, figuraient les numéros de séries, qui furent remplacés par les codes 13-SA à 13-SZ placés de chaque côté du cockpit.

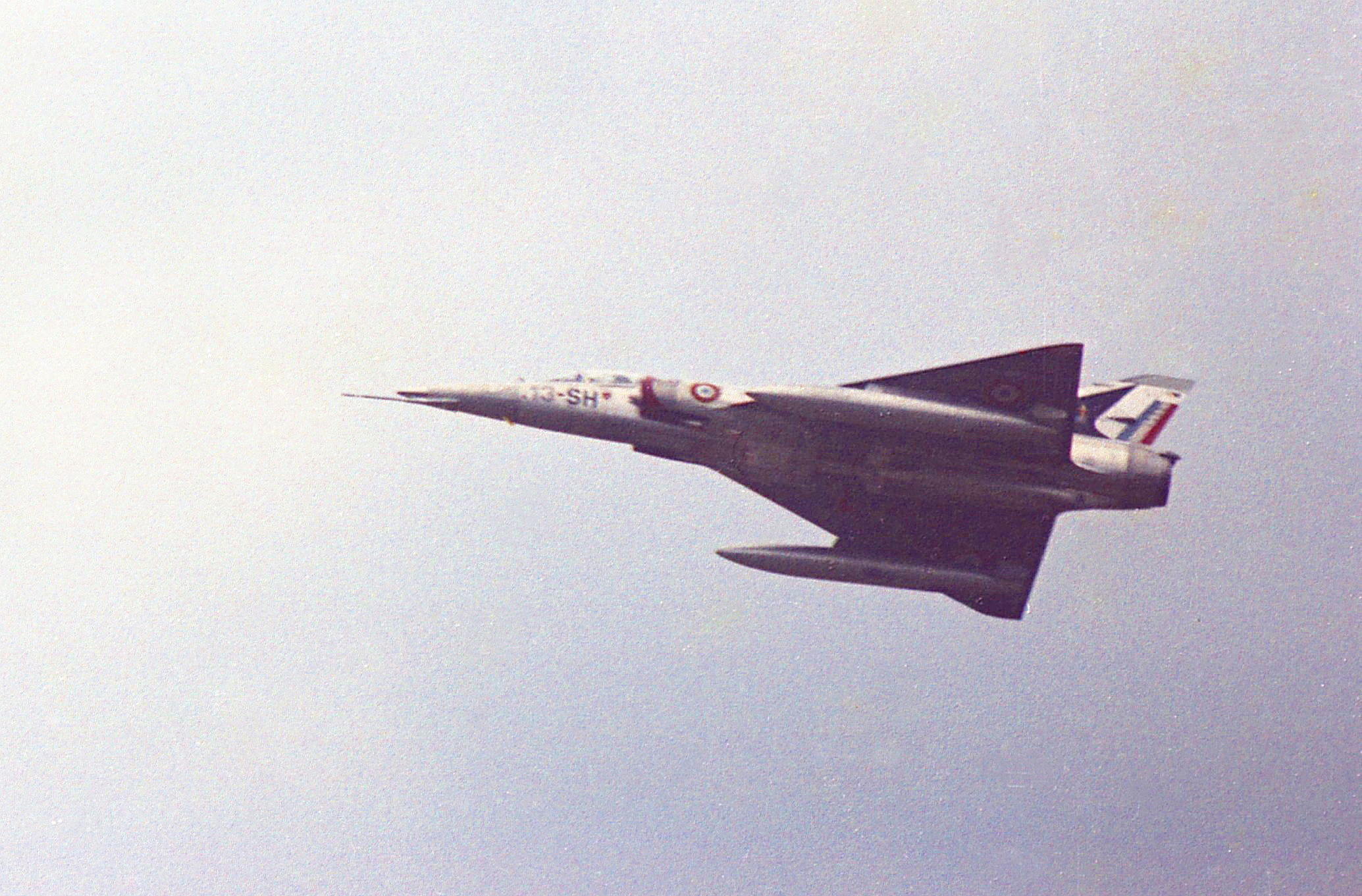
Mirage 5F, E.C. 3/13 'Auvergne', Colmar-Meyenheim - Lauda-Königshofen (le Bade-Wurtemberg), septembre 1973.

Le 2 février 1973, le capitaine Razon, commandant la 1re Escadrille, lors d'une mission d'entraînement à basse altitude meurt aux commandes de son Mirage 5F près de Régny (Loire - 42).
En mai 1974, l'escadron engage 5 Mirage 5F dans le concours interallié d'armes tactiques, en tant que nation invitée, sur la base canadienne de Baden Sollingen. Il finit second  au classement par équipe de la "Coupe Vulcan" derrière les britanniques, et devant les équipes allemandes, canadiennes, belges, américaines et hollandaises. Il se classe également second à la "Coupe Walker", derrière l'équipe hollandaise et devant les canadiens.
Le 8 octobre 1975, lors de l'exercice "Volt Air", après avoir décollé de la BA 120 Cazaux, 2 Mirage 5F s'écrasèrent près de Massaguel (Tarn - 81). Le Sergent Fosses trouva la mort, le capitaine Mocaer s'éjecta et fut blessé.
De novembre au 28 décembre 1975, l'escadron Auvergne est déployé au Zaïre avec 3 pilotes et 6 mécaniciens.
En mai 1976, l'escadron remporta la Coupe « Vulcan » qui se déroulait sur le champ de manœuvres d'Elsenborn en Belgique, et n'échoua que de peu de points pour la Coupe « Walker », qui se déroulait sur le champ de tir de Vliehors en Hollande. La coupe « Vulcan » fut remise par Son Altesse le Prince Bernhardt  des Pays-Bas au commandant Eon, commandant l'escadron lors de la cérémonie de clôture.
De mai 1981 à mai 1982, sont mises en place, sur la base aérienne de Colmar, 20 portes coulissantes en béton pour fermer les abris avions (hangarettes) de l'EC 3/13 "Auvergne" et ceux de la ZATAC (Zone d'Alerte Tactique). Ces abris ne possédaient pas de fermeture tant pour l'évacuation des gaz à l'arrière, que pour la protection des appareils à l'avant.
Au 31 décembre 1989, l'Escadron de chasse 3/13 « Auvergne » avait 16 Mirage 5F d'affectés. Pour mémoire, à la même époque l'Escadron de chasse 2/13 « Alpes » avait la même dotation. Cet appareil représentait plus de la moitié de la flotte de la base avec 32 Mirage 5F sur les 61 avions.
En 1991, une rénovation complète des locaux de l'Escadron 3/13, comprenant une extension du hangar avion et des ateliers avec la construction de quatre abris supplémentaires de protection des avions contre les intempéries, appelés « Astroarches », sont effectuées sur la base aérienne. Ces travaux annonçaient la venue du Mirage F1 CT.
Le 13 juin 1992, l'Escadron 3/13 "Auvergne" fêtait ses 20 ans. Une présentation de 4 Mirage 5F termina la cérémonie militaire, où le no 24, peint dans sa livrée d'origine avec sous le fuselage l'insigne de l'unité, effectua son vol unique aux mains du Capitaine Gendreau.
Le dernier vol du Mirage 5F au sein de l'escadron, le 2 avril 1993, fut l'occasion d'une dernière mission de 5 Mirage 5F, avec un Mirage III BE d'accompagement de l'EC 2/13 (piloté par le Cne Passet), au-dessus du Puy-de-Dôme. La patrouille dirigée par le Cdt Robino, commandant du 3/13, était composée des Cne Bohn, Thiedey et des Ltt Ambrosch, et Roumat.
Le Mirage F1 CT no 245 (rebaptisé 13-SA) fut le premier appareil de ce type, début avril 1993, à équiper l'Escadron 3/13. Le commandant en second du 3/13, le Cdt Buchler, effectua le vol inaugural du premier F1 CT, aux couleurs de l'"Auvergne".
Le 13 octobre 1993, l'Escadron 3/13 perdait les traditions de l'"Auvergne" au cours d'une cérémonie de changement de traditions présidée par le Général de corps aérien (Gca) Norlain, en présence d'illustres figures de l'aviation française, comme le Gca Delachanal (1er cdt de la Patrouille de France), les généraux Risso (As de guerre Normandie-Niémen, ancien cdt de la 13°E.C à Lahr-RFA), Andrieux (As de guerre WWII) et d'anciens commandants de l'escadron; pour reprendre les traditions de l'Escadron de chasse 3/2 Alsace sous sa nouvelle appellation : Escadron de chasse 3/13 Alsace.
Le 3 juin 1994, l'Armée de l'Air retirait ses Mirage 5F (ainsi que les Mirage III), au cours d'une cérémonie sur la BAO 132 de Colmar-Meyenheim, pour saluer une dernière fois cette famille d'avions à voilure delta, qui firent le succès pendant plus de 33 ans de l'aviation de chasse et de reconnaissance.

### Alpha Jet

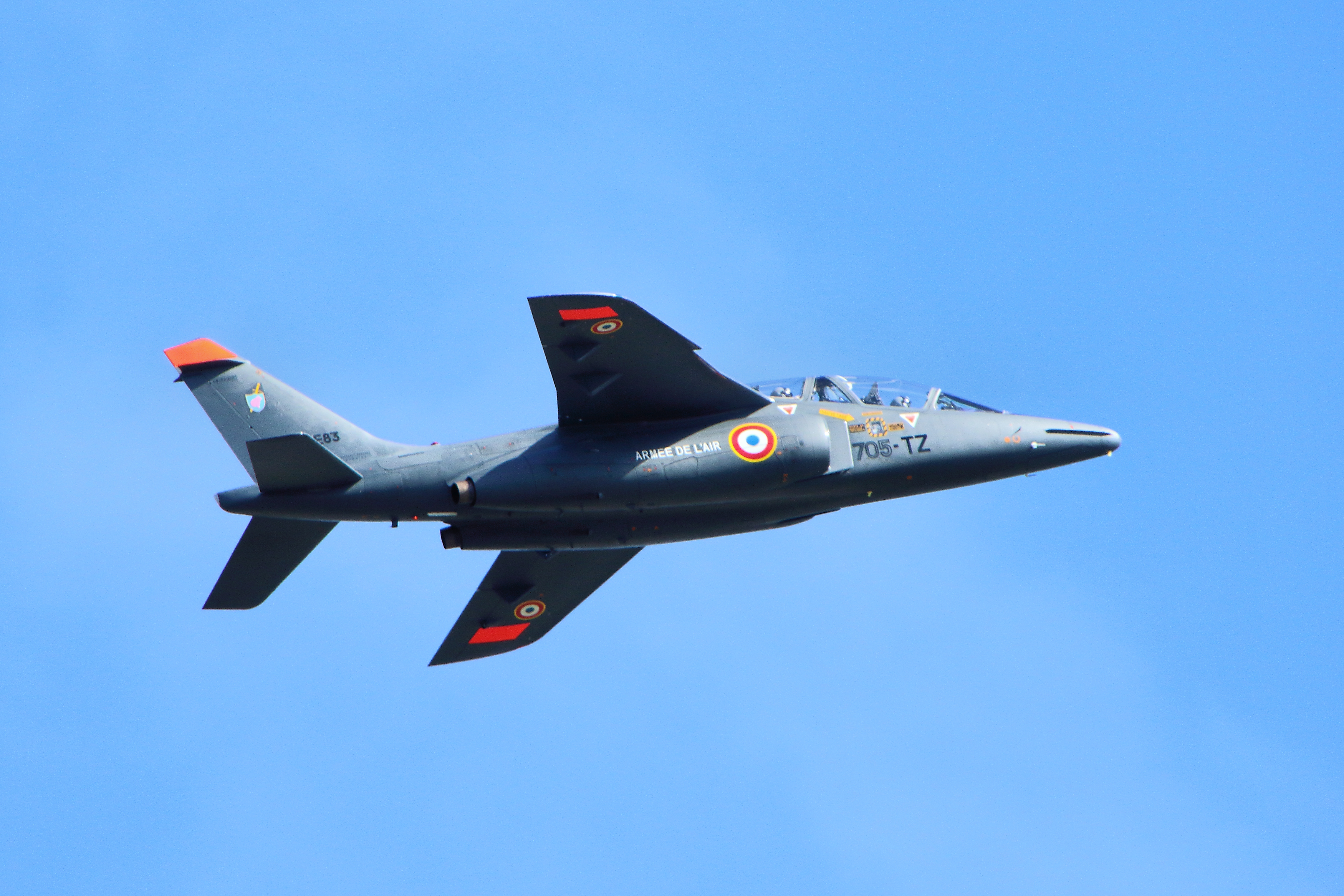
Alpha Jet E de l'escadron 3/13 Auvergne en avril 2016.

L'Escadron renaît le 13 septembre 2012 sur la Base aérienne 705 de Tours Saint-Symphorien en tant qu'Escadron d'instruction en vol 3/13 "Auvergne", en lieu et place du 2e Escadron d'Instruction en Vol "Henri Jeandet" (nom de tradition de la Base aérienne 133 Nancy-Ochey) au sein de l'École de l'aviation de chasse 314 Christian Martell (en).
L'appareil utilisé est le Dassault-Dornier Alphajet.

### PC-21
À la suite du transfert des traditions de l'École de l'aviation de chasse 314 Christian Martell (en) vers Cognac le 16 septembre 2020, l'Escadron d'instruction en vol 3/13 "Auvergne" est chargé de la dernière phase de formation (dite "Rated") des équipages de chasse formés à Cognac.
L'appareil utilisé est le Pilatus PC-21.

## Appellations successives
- Groupe de Chasse II/9 (1er novembre 1939 au 28 novembre 1942)
- Groupe de Chasse II/9 Auvergne (1er septembre 1944 au 1er mars 1946)
- Groupe de Marche II/9 Auvergne (1er novembre 1950 au 1er octobre 1953)
- Groupe de Chasse II/21 Auvergne (1er octobre 1953 au 4 mai 1954)
- Escadron de Chasse 2/9 Auvergne (1er novembre 1954 au 1er juillet 1965)
- Escadron de Chasse 3/13 Auvergne (1er mars 1972 au 1er août 1993)
- Escadron d'instruction en vol 3/13 Auvergne (depuis le 13 septembre 2012)

## Affectations successives
- 5e Escadre de Chasse (1er septembre 1944 au 1er mars 1946)
- 9e Escadre de Chasse (1er novembre 1954 au 1er juillet 1965)
- 13e Escadre de Chasse (1er mars 1972 au 1er août 1993)
- École de l'aviation de chasse 314 "Christian Martell"  (13 septembre 2012 au 5 juin 2020)
- École de chasse 315 "Christian Martell" depuis le (16 septembre 2020)

## Escadrilles
- La 1re Escadrille SPA 85 "La Folie" de l'E.C 3/13 "Auvergne" est l'héritière des traditions d'une escadrille de la Grande Guerre (Insigne homologué sous le n°A 1018). Elle est représentée avec un Fou du roi tenant un trident (à l'origine le Fou du roi tenait un grelot qui fut remplacé, car considéré comme peu offensif).
- La 2e Escadrille "Morietur" de l'E.C 3/13 "Auvergne" (Insigne homologué sous le n°A 1019), créée le 16 mai 1940 sur le champ de bataille par le capitaine Delfino, est  représentée dans un écu posé sur un glaive pointe en bas, figurant une main dont le pouce est pointé vers le bas signifiant: "A mort !".

## Bases
- Base aérienne 139 Lahr : du 1er novembre 1954 à mai 1956
- Base aérienne 128 Metz-Frescaty : mai 1956 au 1er juillet 1965
- Base aérienne 132 Colmar-Meyenheim : du 1er mars 1972 au 13 octobre 1993
- Base aérienne 705 Tours : du 13 septembre 2012 au 5 juin 2020
- Base aérienne 709 Cognac-Châteaubernard : depuis le 16 septembre 2020

## Appareils
- MS.406 : (1er novembre 1939 au 10 avril 1940)
- MB.152 : (10 avril 1940 au 27 novembre 1942)
- P-39 Airacobra : (1er septembre au 1er mars 1946)
- F6F Hellcat: (1er novembre 1950 au 4 mai 1954)
- F8F-1B Bearcat : (1er novembre 1950 au 4 mai 1954)
- F-84G Thunderjet : (1er novembre 1954 à mai 1956)
- F-84F Thunderstreak : (mai 1956 au 1er juillet 1965)
- Mirage 5F: (1er mars 1972 au 2 avril 1993)
- Mirage F1 CT : (2 avril 1993 au 13 octobre 1993)
- Alpha Jet E : (13 septembre 2012 au 5 juin 2020)
- Pilatus PC-21 : depuis le (16 septembre 2020)

## Sources
- Mirage III, 5, 50 et dérivés de 1955 à 2000, D. Breffort et A. Jouineau, éd. Histoire & Collection,  (ISBN 2-913903-91-6)
- Répertoire des insignes de l'Armée de l'Air (homologués de 1945 à 1996) présenté par le Service Historique de l'Armée de l'Air -  (ISBN 2-904521-40-2)
- La base aérienne 132 des origines à nos jours de Paul Aubert - Do Bentzinger Éditions -  (ISBN 9782849601563)